# Scurtu Mare
Scurtu Mare est une commune du județ de Teleorman en Roumanie.